# Боровська (Няндомський район)
Боровська (рос. Боровская) — присілок в Няндомському районі Архангельської області Російської Федерації.
Населення становить 3 особи. Входить до складу муніципального утворення Няндомський муніципальний округ.

## Історія
До 2022 року входило до складу муніципального утворення Мошинське поселення.

## Населення
| 2002 | 2010 | 2012 |
| ---- | ---- | ---- |
| 7    | ↘5   | ↘3   |